# Relações entre Dinamarca e Vietnã
As relações entre a Dinamarca e o Vietnã dizem respeito às relações entre os dois países. Os dois países estabeleceram relações diplomáticas em 25 de novembro de 1971. Em 1º de abril de 1994, a Dinamarca estabeleceu uma embaixada em Hanói, e desde 12 de agosto de 2000, o Vietnã tem uma embaixada em Copenhague.

## Migração vietnamita
Cerca de 8.500 vietnamitas vivem na Dinamarca.
Eles foram fortemente afetados pela Guerra do Vietnã.

## Acordos
Em 2002, os dois países assinaram um acordo de proteção ambiental. Em 2007, os dois países assinaram um acordo sobre o programa de crédito geral dinamarquês para o Vietnã.

## Visitas bilaterais
- Em setembro de 1999, o primeiro-ministro vietnamita Phan Văn Khải visitou a Dinamarca.[7]
- Em junho de 2002, o ministro das Relações Exteriores do Vietnã, Nguyen Dzy Nien, visitou a Dinamarca.
- Em outubro de 2004, Per Stig Møller, Ministro das Relações Exteriores da Dinamarca, participou do 5º Diálogo Ásia-Europa em Hanói.
- Em março de 2007, Ulrik Federspiel, Ministro das Relações Exteriores da Dinamarca, visitou o Vietnã.[8]
- Em novembro de 2009, a Margarida II da Dinamarca visitou o Vietnã.[9]
- Em março de 2013, Villy Søvndal visitou o Vietnã.[10]